# Stadt-Sparkasse Solingen
Die Stadt-Sparkasse Solingen ist eine öffentlich-rechtliche Sparkasse mit Sitz in der bergischen Großstadt Solingen. Ihr Geschäftsgebiet ist die Stadt Solingen, in der sie das größte Geldinstitut ist.

## Geschichte

### Sparkassengründung
Im Jahre 1836 erließ die preußische Regierung ein Dekret, das die Gemeinden zur Gründung einer Sparkasse veranlassen sollte. Damit sollte der grassierenden Armut in den unteren Bevölkerungsschichten entgegengewirkt werden. Noch 1837 entschied der Solinger Stadtrat jedoch gegen die Gründung einer eigenen Sparkasse. Es bedurfte vieler Überzeugungsarbeit durch die Landräte des Kreises Solingen, Georg von Hauer (Amtszeit 1819–1836) und Julius von dem Bussche-Ippenburg (Amtszeit 1836–1850), um bei den Solinger Stadtverordneten das Interesse an einer eigenen Sparkasse zu wecken. Mit Unterstützung des Solinger Bürgermeisters Peter Müller (Amtszeit 1835–1843) gelang es nach einigen Überzeugungsversuchen schließlich in einer neuerlichen Entscheidung des Stadtrats am 23. Juli 1839, die Statuten für eine eigene Sparkasse ausarbeiten zu lassen.:41–48
Am 27. Februar 1840 erteilte der Koblenzer Oberpräsident die Genehmigung zur Errichtung einer Sparkasse in der Stadt Solingen. Am 18. April 1840 wurden die Statuten der neuen Sparkasse im Solinger Kreis-Intelligenzblatt öffentlich bekannt gemacht. Der Sparkassenbetrieb wurde am 8. Mai 1840 aufgenommen, dieser Tag gilt daher als Gründungstag der Sparkasse, an dem im damaligen Rathaus auch die ersten zehn Sparbücher ausgegeben wurden. Zum Direktor der Sparkasse wurde Bürgermeister Müller gewählt, die Aufsicht bestand ferner aus drei Administratoren mit ihren Stellvertretern sowie einem Rendanten, der die Geschäfte führte. Das Geschäftsgebiet war die Stadt Solingen, die Sparkasse stand allerdings auch den Bewohnern der benachbarten Städte Dorp und Höhscheid offen.:41–48

### Geschäftsjahre bis Ende 19. Jahrhundert
Obwohl die Sparkasse zum Ziel hatte, insbesondere der Unterschicht eine Möglichkeit zur verzinsten Spareinlage zu geben, erzielte sie ihren Erfolg hauptsächlich in der Mittelschicht. Der Solinger Landrat von dem Bussche-Kessel, setzte sich dennoch dafür ein, die Sparkasse Solingen für alle sechs Gemeinden im sogenannten oberen Kreis Solingen zu öffnen, der neben Solingen, Dorp und Höhscheid auch Gräfrath, Wald und Merscheid umfasste. Auch diese Gemeinden hatten zunächst kein Interesse an einer Beteiligung an der Solinger Sparkasse, so dass der Landrat erneut mit Widerständen zu kämpfen hatte. Schließlich gelang es erst 1843, nach Genehmigung der neuen Statuten durch den Oberpräsidenten, die Sparkasse für den oberen Kreis Solingen zu öffnen. Das erste eigene Geschäftslokal der Sparkasse befand sich ab 1843 im Haus im Platz, an der Stelle des heutigen Tückmantelhauses.:49–54
Die Sparkasse hatte zunächst nur eingeschränkten Erfolg, nur langsam erhöhte sich die Zahl der ausgegebenen Sparbücher, bis im Jahr 1865 bereits jeder 73. Einwohner über ein eigenes Sparbuch verfügte. Der zunehmende wirtschaftliche Erfolg der Sparkasse weckte ab den 1860er Jahren erste Begehrlichkeiten in den anderen Gemeinden des Kreises. Als erstes schied zum 1. Januar 1865 die Stadt Merscheid aus dem Sparkassenverbund aus und gründete eine eigene Sparkasse, woraufhin die Stadt Solingen die alleinige Verantwortung für ihre Sparkasse zurückerhielt. Sie blieb aber weiterhin für die übrigen Gemeinden zuständig. Wenig später allerdings drängte die Stadt Solingen, die sich aufgrund der neuen vertraglichen Verpflichtungen mit den verbliebenen Städten ungerecht behandelt fühlte, die übrigen Städte zur Gründung einer eigenen Sparkasse. Die weniger weit entwickelten Städte Dorp und Höhscheid, die zwar 1856 das Stadtrecht nach der Rheinischen Städteordnung erhalten hatten, in ihrer Gestalt aber eher Landgemeinden waren, sahen sich jedoch nicht zur Gründung einer eigenen Sparkasse im Stande. Nach einem diesbezüglichen Konflikt mit der Stadt Wald gründete zum 1. Januar 1871 die Stadt Wald eine eigene Sparkasse. Im Jahre 1881 folgte Dorp und 1884 auch Gräfrath und Höhscheid. Die Dorper Sparkasse wurde jedoch im Jahre 1889 wieder mit der Stadt-Sparkasse Solingen zusammengeschlossen, da Dorp nach Solingen eingemeindet wurde.:55–83

### Geschäftsjahre bis zum Zweiten Weltkrieg
Eine bereits 1886 von der Stadt-Sparkasse Solingen gegründete Alterssparkasse wurde aufgrund des geringen Erfolgs bereits 1903 wieder aufgelöst. Ab 1911 führten die Sparkassen nacheinander den Scheck- und Giroverkehr ein, es begannen die Sparkassen in Solingen und Wald, die letzte Sparkasse war 1921 die Sparkasse Höhscheid.:148
Der gewachsene Betrieb der Sparkassen erforderte ab dem frühen 19. Jahrhundert vielfach den Umzug in neue Räumlichkeiten oder die Eröffnung von Zweigstellen. Der erste eigene Neubau der Stadt-Sparkasse Solingen entstand im Jahre 1909 an der heutigen Graf-Engelbert-Straße. Zuvor war die Verwaltung wechselweise in verschiedenen Gebäuden der Altstadt untergebracht gewesen. Nach dem Ersten Weltkrieg eröffneten die Sparkassen auch erste Zweigstellen in ihren Stadtgebieten, darunter 1921 die Zweigstelle Mangenberg der Sparkasse Wald, 1923 die Zweigstelle Central der Sparkasse Gräfrath und 1928 die Zweigstelle Weyer der Sparkasse Ohligs, die 1891 nach Umbenennung aus der Sparkasse Merscheid hervorgegangen war.:148

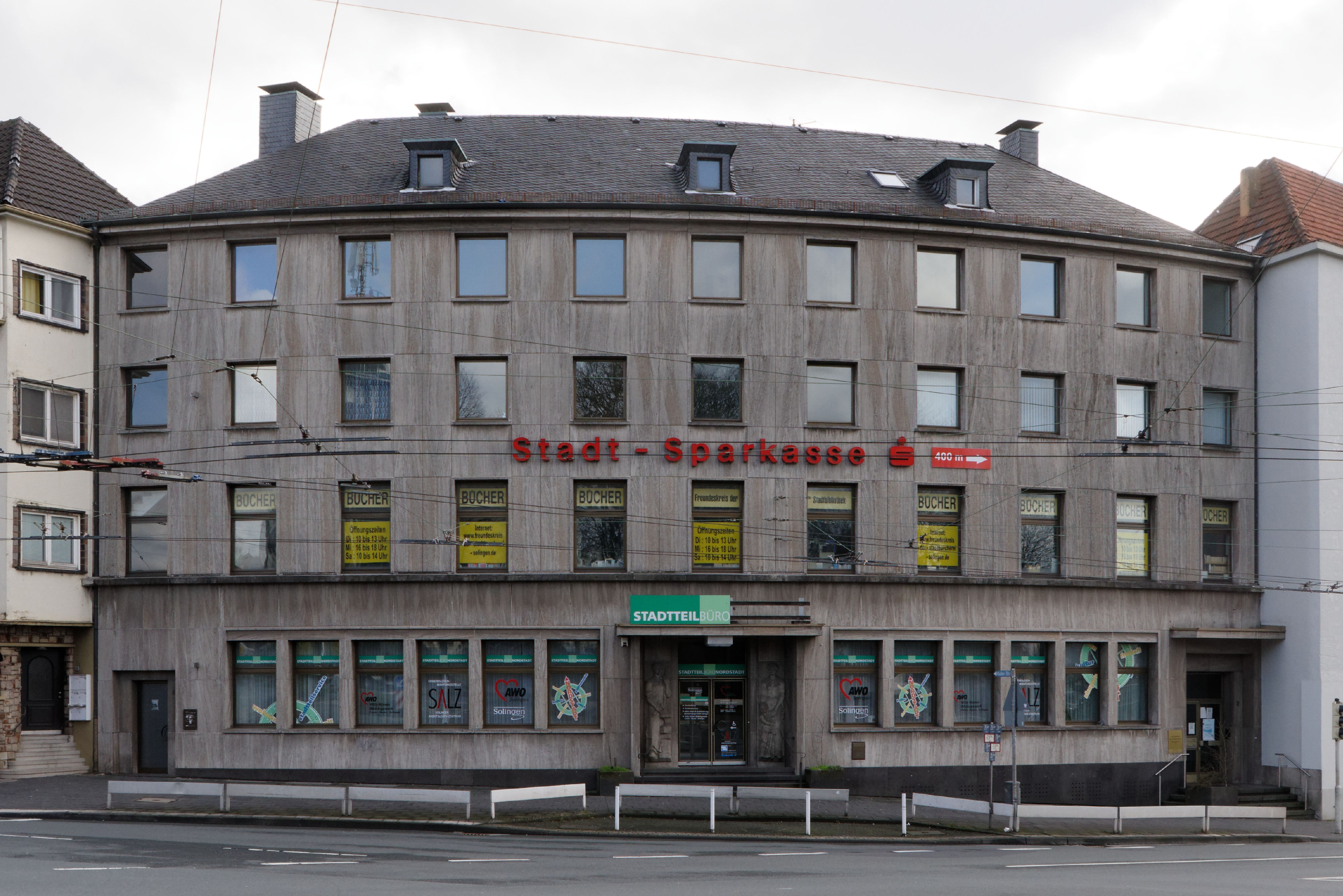
Die 1937 eingeweihte Zweigstelle Schlagbaum

Zum 1. August 1929 wurden die fünf Städte des oberen Kreises Solingen zur neuen Großstadt Solingen zusammengeschlossen, die einzelnen Sparkassen wurden im gleichen Zuge zur neuen Stadt-Sparkasse Solingen zusammengeschlossen. Nach der Reform des Sparkassenwesens trat am 27. Oktober 1932 die neue Satzung der Stadt-Sparkasse Solingen in Kraft. Dadurch wurde sie von dem bisherigen städtischen Betrieb in eine Anstalt des öffentlichen Rechts überführt. Nach den Turbulenzen durch die Deutsche Inflation 1914 bis 1923 sowie die Weltwirtschaftskrise ab 1929, bei denen viele Sparer ihr Geld verloren hatten, stabilisierte sich die Situation der Solinger Sparkasse erst im Laufe der 1930er Jahre wieder. Am 14. Juli 1937 wurde der Neubau der Sparkasse am Schlagbaum eingeweiht. Während des Zweiten Weltkriegs, im Jahre 1941, überschritten die Einlagen der Sparkasse zum ersten Mal die Summe von 100 Mio. Mark.:115–141
Am 4. und 5. November 1944 wurde die Stadt Solingen durch die Luftangriffe auf Solingen schwer getroffen. Die Solinger Altstadt wurde dabei nahezu komplett zerstört, unter den zerstörten Gebäuden war auch die Hauptverwaltung an der Graf-Engelbert-Straße. Nach Kriegsende wurde der Geschäftsbetrieb der Sparkasse daher zunächst in die Zweigstelle am Schlagbaum verlegt.:149

### Nachkriegszeit bis heute
Die Stadt Solingen wurde am 16. April 1945 durch US-amerikanische Truppen befreit, womit der Zweite Weltkrieg in Solingen endete. Ende Mai 1945 musste die Sparkasse den Geschäftsbetrieb für einige Tage einstellen, bevor sie wieder öffnen durfte. Die unmittelbare Nachkriegszeit war durch wirtschaftliche Stagnation bestimmt, worunter auch die Stadt-Sparkasse Solingen zu leiden hatte. Erst die Währungsreform von 1948 ermöglichte den neuerlichen wirtschaftlichen Aufschwung, der heute mit der Nachkriegszeit assoziiert wird. Die Solinger Innenstadt wurde auf den alten Grundzügen wiederaufgebaut, auch die Hauptverwaltung der Sparkasse an der Graf-Engelbert-Straße wurde 1949 wiederhergestellt und bezogen.:115–141

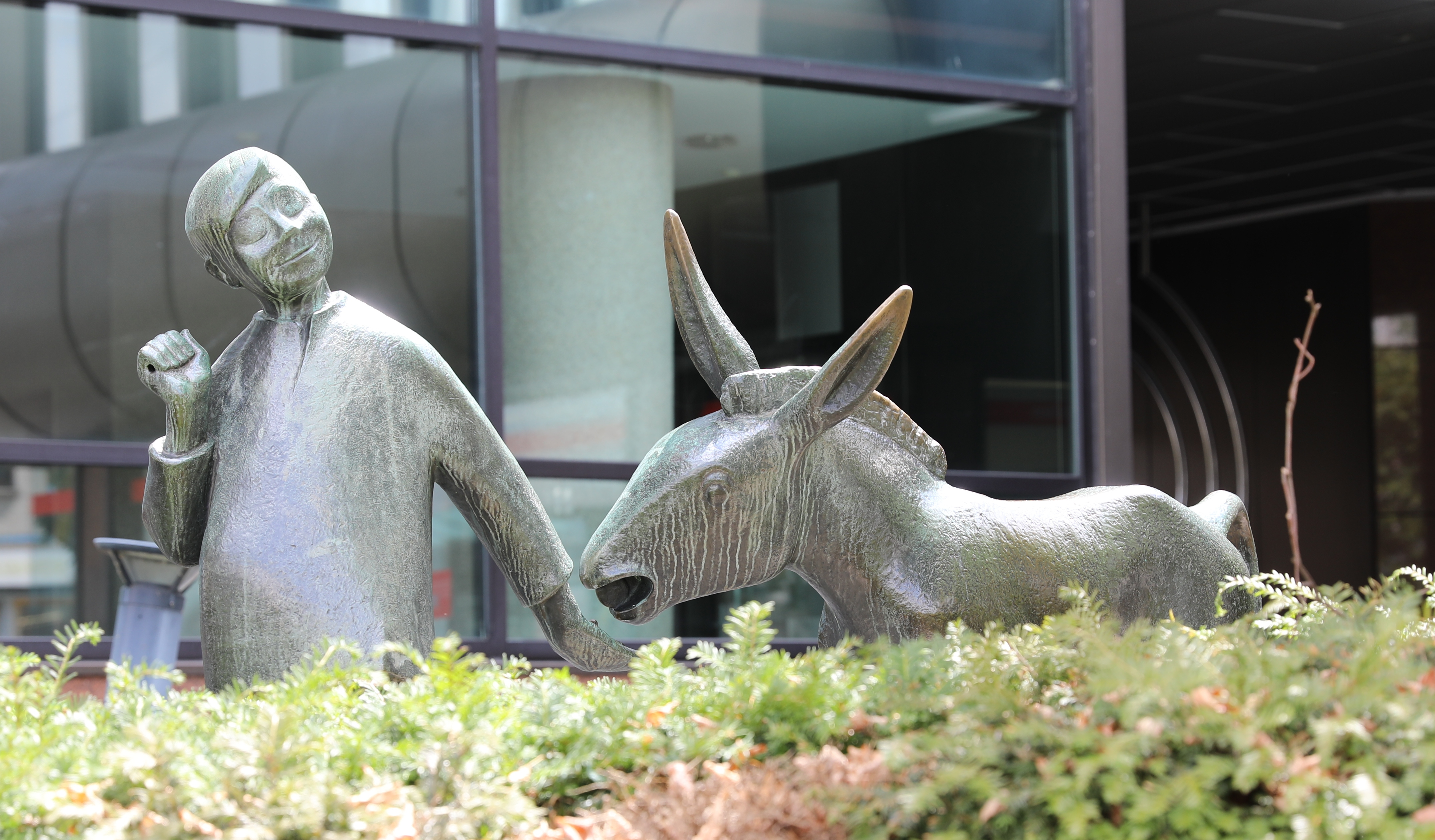
Skulptur Hans im Glück mit dem Dukatenesel von Lies Ketterer im Innenhof der Sparkasse

In den Jahren ab 1950 wuchs die Stadt-Sparkasse Solingen kontinuierlich, ehe im Jahre 1955 das 10.000 Girokonto eröffnet wurde. Das mittlerweile stark gewachsene Finanzinstitut legte am 29. Juli 1955 den Grundstein für die neue Hauptstelle am Dreieck in unmittelbarer Nähe zu der bisherigen Hauptstelle. Das 6,3 Mio. DM teure Haus der Sparkasse wurde am 22. Juni 1957 eingeweiht. Es umfasste in der Anfangszeit neben der Sparkasse auch diverse Ladenlokale, Wohnungen, ein Restaurant, ein kleines Hotel sowie ein Kino. Dieses multifunktionelle Konzept ging jedoch nur einige Jahre auf, später wurde der Gebäudekomplex fast nur noch von der Sparkasse genutzt. Im Innenhof des neuen Sparkassengebäudes entstand 1957 auch die Skulptur Hans im Glück mit dem Dukatenesel der bekannten Solinger Bildhauerin Lies Ketterer.:33
Die Stadt-Sparkasse Solingen eröffnete ab der zweiten Hälfte der 1950er Jahre weitere Filialen im Solinger Stadtgebiet, darunter 1956 die Filiale am Zentral, 1959 am Weyer und 1961 an der Krahenhöhe. Im Jahre 1962 wurden die Systeme der Sparkasse auf elektronische Datenverarbeitung umgestellt. Außerdem wurde im Jahre 1962 durch die Sparkasse eine Altenstiftung gegründet. Nach der Eingemeindung der Stadt Burg an der Wupper in die Stadt Solingen zum 1. Januar 1975 wurde die dort seit 1926 durch die Stadtsparkasse Remscheid betriebene Sparkassenfiliale im Jahre 1976 durch die Solinger Sparkasse übernommen. Weitere Geschäftsstellen wurden in den 1970er Jahren am Mangenberg, an der Hasseldelle, am Kannenhof, am Mühlenplatz und am Ohligser Markt (Grünstraße) eröffnet.:149f.
Aufgrund der vermehrten Nutzung von Online-Banking-Angeboten stellte die Stadt-Sparkasse Solingen eine geringere Nutzung ihrer Geschäftsstellen fest. Sie legte 2015 eine Standortstrategie auf, wonach einige Geschäftsstellen zusammengelegt und in Selbstbedienungscenter (SB-Center) umgewandelt werden sollten. Im Zuge dessen wurden im Juli 2016 die Geschäftsstellen Widdert und Merscheid sowie im Herbst 2016 die Geschäftsstellen Mangenberg und Weyer in SB-Center umgewandelt. Zum 1. Dezember 2016 folgte die Geschäftsstelle Fronhof. Gezielt junge Kunden will das Unternehmen mit der neue Filiale S-Point im Solinger Einkaufszentrum Hofgarten ansprechen, die im November 2019 eröffnet wurde.
Im Mai 2022 wurden die beiden bisherigen Filialen in Gräfrath sowie an der Krahenhöhe im Mai 2022 aufgrund zu geringer Kundenfrequenz in SB-Standorte (ohne Personal) umgewandelt. Zeitgleich soll eine neue digitale Filiale in der Geschäftsstelle am Ohligser Markt eröffnet werden, in der per Videochat Onlineberatungen in Anspruch genommen werden können.

## Neue Standorte

### Neue Hauptverwaltung
Seit Januar 2021 entsteht am Neumarkt in Solingen-Mitte die neue Hauptverwaltung der Solinger Sparkasse. In diese sollen bei Fertigstellung im Jahr 2024 insgesamt 350 Beschäftigte der Sparkasse einziehen. Auch Wohnungen und Büroflächen für andere Unternehmen sollen in dem Neubau entstehen. Ziel des Neubaus ist eine Senkung der Betriebskosten um rund die Hälfte gegenüber dem jetzigen Gebäude, außerdem soll der Neumarkt durch den Neubau zusätzlich belebt werden. Geplant ist eine Investitionssumme von rund 80 Millionen Euro. Die alte Hauptverwaltung am Graf-Wilhelm-Platz soll ab 2024 abgerissen werden und durch Wohnhäuser neu bebaut werden.
Für Wirbel gesorgt hatte bei Bekanntwerden der Neubaupläne der erforderliche Abriss des Geburtshauses des Solinger Politiker und Journalisten Max Leven, das sich an der nach ihm benannten Max-Leven-Gasse befindet. Nachdem festgestellt wurde, dass dem Gebäude kein Denkmalwert zukommt, sagte die Sparkasse jedoch zu, in die zukünftige Hauptverwaltung ein 150 m² großes Max-Leven-Zentrum zu integrieren, das sich sowohl dem Gedenken an Leven als auch Verfolgung und Widerstand während der Zeit des Nationalsozialismus widmen soll. Unterstützung erhält die Sparkasse durch einen neu gegründeten Förderverein.

### Neue Geschäftsstelle Ohligs

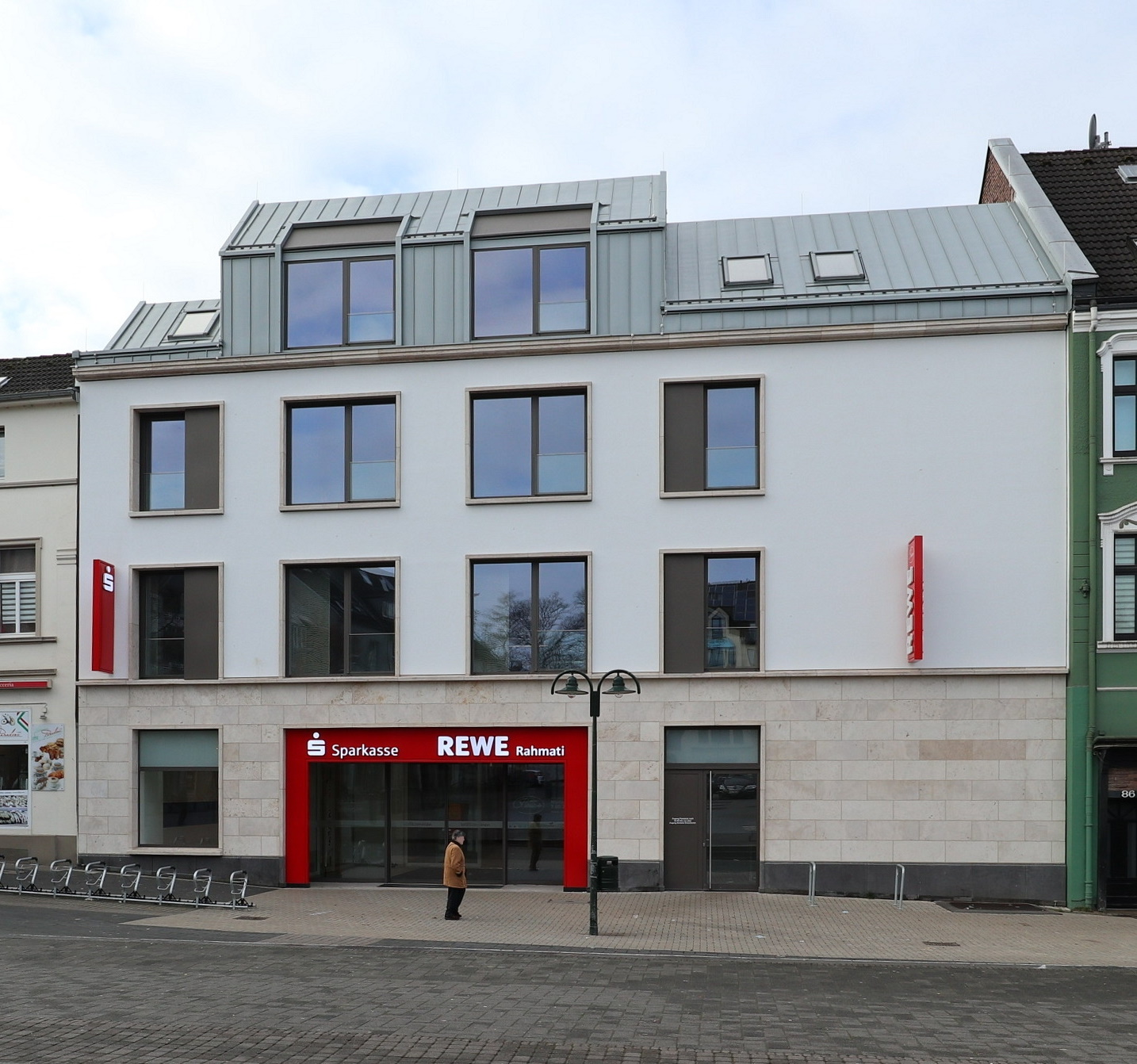
Geschäftsstelle Ohligs (2022)

Am 12. April 2021 eröffnete im Gebäude des ehemaligen Globus- und späteren Toom-Supermarktes am Ohligser Markt die neue Geschäftsstelle Ohligs der Stadt-Sparkasse Solingen. Mit der Eröffnung der Filiale wurden die bisherigen Geschäftsstellen Ohligs-Markt (Grünstraße) sowie Bremsheyplatz geschlossen. Am Bremsheyplatz blieb ein SB-Service erhalten. Das zuvor leerstehende Gebäude des ehemaligen Supermarktes wurde ab Frühjahr 2020 durch die Sparkasse kernsaniert und umgebaut. Neben der Sparkassenfiliale entstanden im Erdgeschoss des Gebäudes auch ein Rewe-Supermarkt sowie eine Bäckereifiliale. Das Obergeschoss nutzt die Sparkasse für Beratung und Verwaltung ihrer Geschäftsstelle. Auch ein großer Konferenzraum entstand, der auch von Ohligser Vereinen genutzt werden kann.
Insgesamt investierte die Sparkasse als Eigentümerin der Immobilie etwa 20 Millionen Euro in den neuen Standort am Ohligser Markt. In dem Gebäude an der Grünstraße eröffnete im März 2022 das neue Bürgerbüro Ohligs.

## Organisation

### Rechtliches
Die Stadt-Sparkasse Solingen ist eine Anstalt des öffentlichen Rechts. Ihre alleinige Trägerin ist die Stadt Solingen.
Die Aufsicht über die Sparkasse obliegt dem zehnköpfigen Verwaltungsrat, deren Vorsitzender der Solinger Oberbürgermeister Tim Kurzbach ist. Die Stadt-Sparkasse Solingen wird von einem dreiköpfigen Vorstand geleitet. Dieser besteht aus: Stefan Grunwald (Vorsitzender), Sebastian Greif und Andreas Tangemann.

### Standorte
Im Jahr 2021 unterhält die Sparkasse acht Geschäftsstellen (mit Personal) und zwölf SB-Center (ohne Personal). Die Geschäftsstellen befinden sich in Mitte (Hauptverwaltung, S-Point im Hofgarten), Ohligs, Gräfrath (Central) und Höhscheid. SB-Standorte bestehen darüber hinaus im Einkaufszentrum Hofgarten, am Fronhof, am Rathaus, am Mangenberg, am Weyer, in Löhdorf, in Merscheid, in Widdert, in der Gräfrather Altstadt, an der Krahenhöhe und in Burg.
Im ganzen Solinger Stadtgebiet betreibt das Finanzinstitut 35 Geldautomaten. Die Außenautomaten wurden aus Sicherheitsgründen im Sommer 2020 abgebaut.

### Unternehmensbeteiligung
Die Stadt-Sparkasse Solingen ist seit 2016 mit einem Anteil von 8,5 Prozent an der Versorgungsabteilung der Stadtwerke Solingen beteiligt. Die Beteiligung erfolgte im Jahre 2011 im Zuge der Rekommunalisierung der Solinger Stadtwerke. Dabei erwarb die Stadt Solingen knapp 45 Prozent der Stadtwerke-Anteile von der Mannheimer MVV Energie. Die Stadt-Sparkasse Solingen nutzte ein Tracking-Stock-Modell, um sich ausschließlich am Geschäftsbereich Versorgung mit zunächst 5,5 Prozent zu beteiligen. Im Jahre 2016 wurde dieser Anteil erhöht.

### Altenstiftung
Seit 1962 besteht die Altenstiftung der Stadt-Sparkasse Solingen. Sie vermietet in fünf Wohnhäusern an verschiedenen Orten in der Stadt Solingen insgesamt 245 Wohnungen vorwiegend an ältere oder hilfsbedürftige Menschen mit Wohnberechtigungsschein. Zudem ist die Stiftung Gesellschafterin der evangelischen Altenhilfe Wald und des evangelischen Altenzentrums Ohligs. Seit den 1980er Jahren werden auch Projekte gefördert, die junge und alte Menschen zusammenbringen sollen.

## Geschäftszahlen
Die Solinger Sparkasse wies im Geschäftsjahr 2020 eine Bilanzsumme von 3,0 Mrd. Euro aus, es wurden Kundeneinlagen von 2,2 Mrd. Euro ermittelt. Kredite in Höhe von 540 Mio. Euro wurden genehmigt, dadurch erhöhte sich das gesamte Kreditvolumen auf 2,4 Mrd. Euro. Der Überschuss der Sparkasse belief sich auf 4,0 Mio. Euro.
Über 82.000 Solinger Bürger haben ein privates Girokonto bei der Stadt-Sparkasse Solingen. Mit diesem Marktanteil an privaten Girokontoinhabern ist die Sparkasse Marktführerin in der Klingenstadt. 20.000 Kunden sind jünger als 35 Jahre und über 21.000 Kunden nutzen online die Sparkassen-App. Das Solinger Geldinstitut verfügt zudem über etwa 16.000 Schließfächer für Privatkunden.